# John Keating
Pour les articles homonymes, voir Keating.
Pour le personnage de fiction du même nom, voir : Le Cercle des poètes disparus.
John Henry Keating, né le 28 juin 1872 à Hobart et mort le 31 octobre 1940 à Melbourne, est un avocat et homme politique australien.

## Biographie
Fils d'un charpentier, il obtient une licence de droit à l'université de Tasmanie en 1892 et est admis au barreau de Tasmanie en 1894. Il pratique le métier de barrister (avocat) à Launceston. Favorable à l'unification des colonies autonomes britanniques d'Australie en une fédération, il est candidat malheureux aux élections de 1900 pour l'Assemblée de Tasmanie, puis est le candidat le mieux élu de Tasmanie aux premières élections sénatoriales fédérales en 1901, devenant à 28 ans le plus jeune membre du premier parlement fédéral d'Australie.
Membre du Parti protectionniste, il est whip au Sénat pour le gouvernement protectionniste de 1901 à 1904, et préside une commission parlementaire qui obtient que la Tasmanie soit reliée au continent australien par un service postal quotidien par bateau à vapeur. En 1905 il est fait ministre sans portefeuille par le Premier ministre Alfred Deakin, chargé de la préparation de la loi créant un système national de droit d'auteur, puis est promu vice-président du Conseil exécutif en 1906. En janvier 1907 il est nommé ministre de l'Intérieur, et pilote l'adoption du projet de loi créant un système national de quarantaine pour le pays. Le gouvernement perd le pouvoir en novembre 1908, et John Keating devient simple député d'arrière-ban.
Il perd son siège de sénateur aux élections de 1922 et se consacre à sa carrière d'avocat. Ayant activement soutenu la participation de l'Australie à la Première Guerre mondiale et visité les tranchées, et parlant bien le français, il est fait en 1924 par la France officier de l'instruction publique dans l'ordre des Palmes académiques. Il est rédacteur en chef d'une compilation des lois de Tasmanie publiée en 1936, et meurt en 1940 d'un ulcère gastroduodénal.